# 셀렝게주

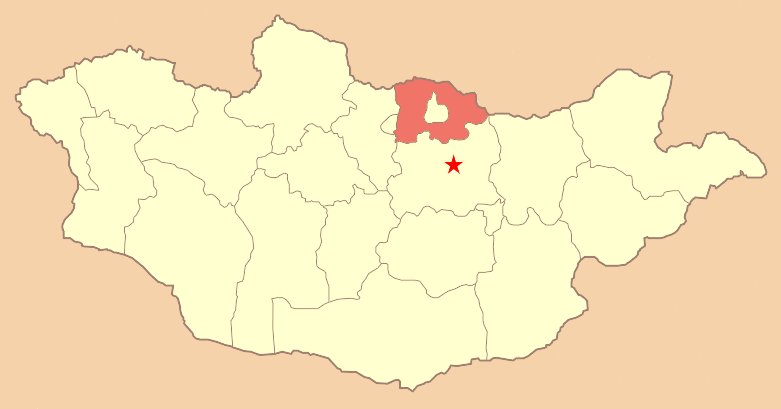
셀렝게 주의 위치

셀렝게주(몽골어: Сэлэнгэ)는 몽골 북부에 위치한 주로 주도는 수흐바타르이며 면적은 41,152.63km2, 인구는 97,585명(2011년 기준)이다.